# Вуанемон
Вуанемо́н (фр. Voinémont) — коммуна во французском департаменте Мёрт и Мозель, региона Лотарингия. Относится к кантону Аруэ.

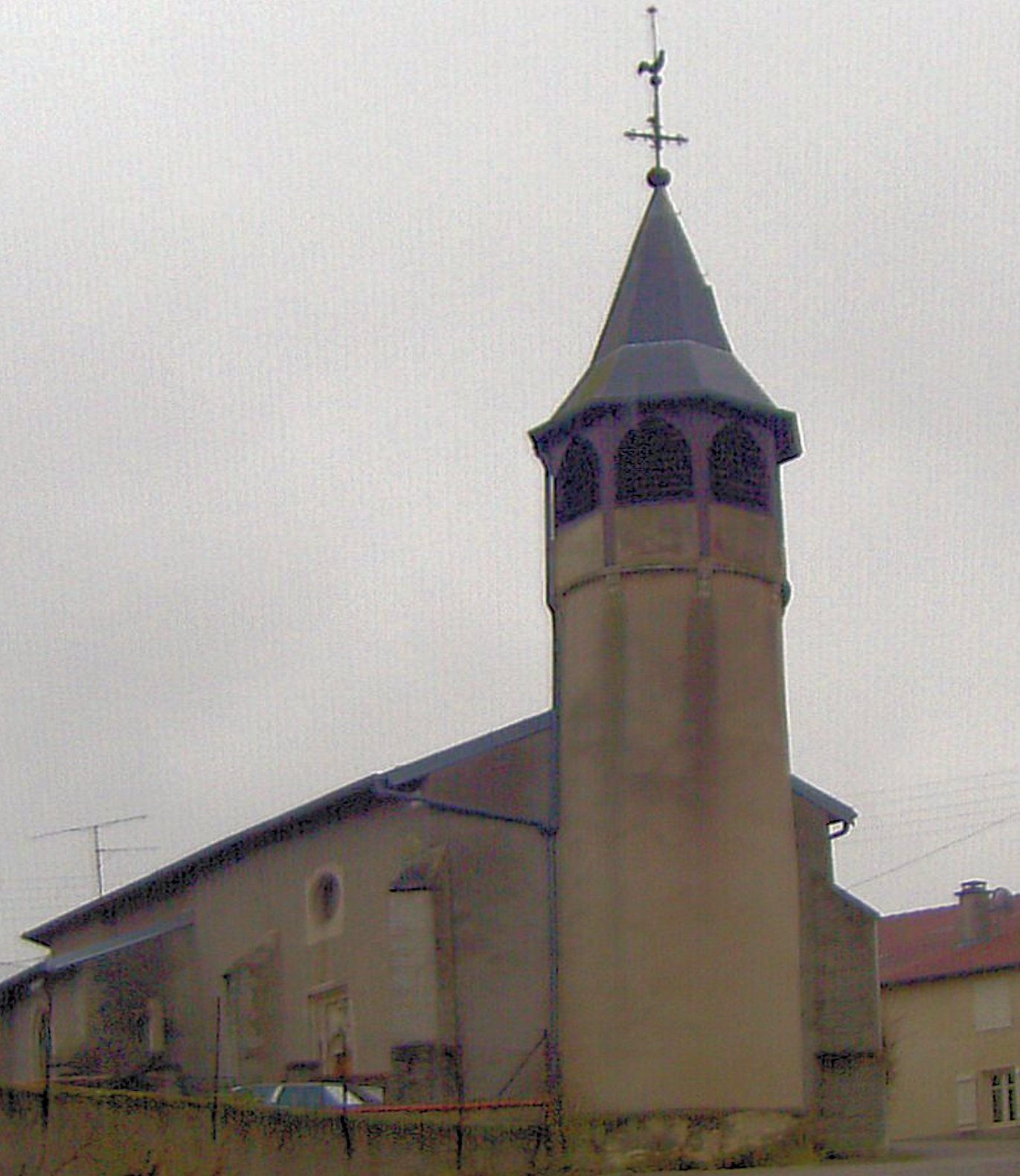
Церковь Сен-Этьен в Вуанемоне.

## География
Водиньи расположен на северо-востоке Франции в 20 км на юг от Нанси. Образует агломерацию с Сентре.
Соседние коммуны: Леменвиль на юго-востоке, Жербекур-э-Аплемон на юге, Клере-сюр-Бренон, Омельмон и Удревиль на юго-западе, Отре и Пюллиньи на северо-западе.

## Демография
Население коммуны на 2010 год составляло 352 человека.
| 1962 | 1968 | 1975 | 1982 | 1990 | 1999 | 2010 |
| ---- | ---- | ---- | ---- | ---- | ---- | ---- |
| 218  | 179  | 217  | 240  | 269  | 316  | 352  |